# Phoenix (race de poules)
Pour les articles homonymes, voir Phoenix.

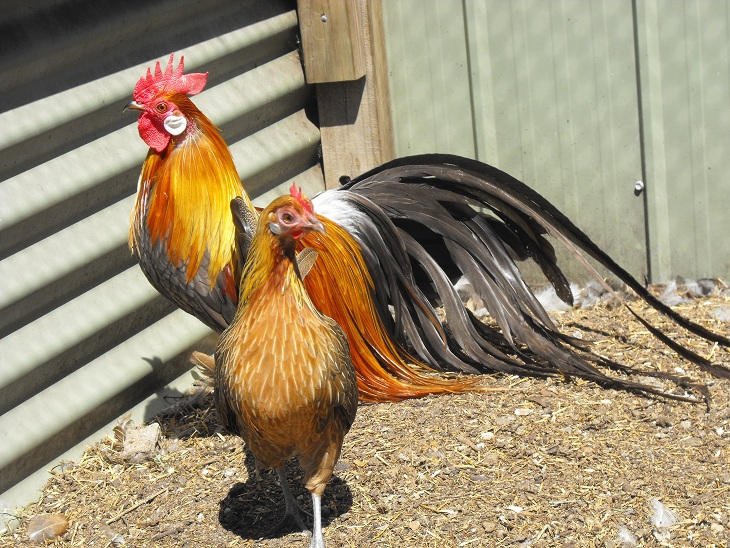
Coq et poule phoenix saumon doré

La phoenix est une race allemande de poules à longue queue, créée à partir de sujets onagadori et de races modernes européennes. Il existe aussi une variété naine.

## Origine
La race phoenix a été sélectionnée par Hugo du Roi, premier président de l'association nationale allemande de volailles, à la fin du XIXe siècle, à partir de sujets japonais importés à longue queue, aux longues faucilles et rectrices. Ils ont été croisés avec la courtes-pattes, la leghorn, le combattant de Bruges, le combattant malais, le combattant anglais moderne, le combattant anglais ancien, le ramelsloher et la yokohama. Cette race a été inscrite au registre de l'association Sonderverein der Züchter der Phönix, Zwerg-Phönix und Onagadori en 1921.
La phoenix est une race assez délicate. Elle est élevée comme une race purement ornementale dans des cages très hautes munies d'un perchoir, dont la forme rappelle les horloges comtoises, et qui permettent de conserver son plumage dans un excellent état.
Elle s'est rapidement exportée un peu partout sur le globe, et notamment en Europe.

## Variétés
Il existe un certain nombre de variétés (blanc, noir, etc.), les plus répandues étant l'argentée (acceptée par l'American Poultry Association en 1965) et la dorée (acceptée par l'American Poultry Association en 1983). Une variante naine existe aussi.

## Description
Les poules ont également un plumage de queue abondant. Elles constituent d'honnêtes pondeuses, qui en général couvent correctement et s'occupent attentivement de leur couvée.
La queue du coq peut atteindre 90 cm.

## Comparaisons
La forme shokoku est une variante, comme la plupart des races de gallinacés, qui change de plumage (mue) chaque automne, ainsi la queue dépasse rarement les trois mètres au moment de la chute des plumes. Il existe une variante naine du shokoku, assez répandue, dont la queue n'atteint que le mètre, et donc moins contraignante.
A contrario, la race onagadori, à qui la phoenix ressemble, mais qui n'a pas hérité de son gène portant cette longue queue, est très peu répandue en dehors du Japon et ne mue pas. Ainsi, les coqs âgés onagadori peuvent arborer une queue d'une longueur dépassant 8 mètres (et même 10), ce qui les rend particulièrement vulnérables. Ils jouissent par ailleurs d'une attention optimale, et sont régulièrement sortis de leurs cages pour marcher et s'occuper de leurs poules, tout en ayant la queue portée par son soigneur, évitant ainsi les salissures. 